# Ravennai főegyházmegye
A megszűnt Ravennai főegyházmegye a Ravenna-Cerviai főegyházmegye egyik elődje volt Olaszországban. 546. és 1947. február 22. között, a Cerviai egyházmegyével való egyesítéséig állt fenn. Püspöki, majd érseki székvárosa Ravenna volt.

### Megyéspüspökök
Az alábbi lista Ravenna megyéspüspökeit és érsekeit sorolja fel:
Ravennai egyházmegye
| Ravenna püspökei       | Ravenna püspökei  |
| Név                    | Év                |
| ---------------------- | ----------------- |
| Szent Apollinaris      | 75 (?)            |
| Szent Adheritus        |                   |
| Szent Eleuchadius      |                   |
| Marcianus              |                   |
| Szent Calocerus        |                   |
| Proculus               |                   |
| I. Probus              |                   |
| Szent Dathus           |                   |
| I. Liberius            |                   |
| Agapitus               |                   |
| Marcellinus            |                   |
| Severus                | kb. 306 – kb. 346 |
| II. Liberius           |                   |
| II. Probus             |                   |
| Florentius             |                   |
| III. Liberius          | kb. 380 – kb. 399 |
| Ursus                  | kb. 399 – kb. 426 |
| Aranyszavú Szent Péter | kb. 426 – 450     |

Ravennai főegyházmegye
| Ravenna érsekei                         | Ravenna érsekei   |
| --------------------------------------- | ----------------- |
| Neon                                    | kb. 450 – kb. 473 |
| Exuperantius                            | kb. 473 – kb. 477 |
| I. (Angeloptes) János                   | kb. 477 – 494     |
| II. Péter                               | 494 – 519         |
| Aurelianus                              | 519 – 521         |
| Ecclesius                               | 522 – 532         |
| Szent Ursicinus                         | 533 – 536         |
| Viktor                                  | 538 – 545         |
| Maximianus                              | 546 – 556         |
| Agnellus                                | 556 – 569         |
| III. Péter                              | 569 – 578         |
| II. János                               | 578 – 595         |
| Marinianus                              | 595 – 606         |
| III. János, az öreg                     | 607 – 625         |
| IV. János, a római                      | 625 – kb. 631     |
| Bonus                                   | kb. 631 – kb. 644 |
| Maurus                                  | kb. 644 – kb. 671 |
| Reparatus                               | kb. 671 – kb. 677 |
| Theodor                                 | kb. 677 – kb. 691 |
| Damianus                                | kb. 692 – kb. 709 |
| Félix                                   | kb. 709 – kb. 725 |
| V. János                                | kb. 726 – kb. 744 |
| Sergius                                 | kb. 744 – kb. 769 |
| I. Leó                                  | kb. 770 – kb. 777 |
| VI. János                               | kb. 778 – kb. 784 |
| Gratiosus                               | kb. 785 – kb. 789 |
| Valerius                                | kb. 789 – kb. 810 |
| Márton                                  | kb. 810 – kb. 818 |
| Petronax                                | kb. 819 – kb. 837 |
| György                                  | kb. 837 – 846     |
| Deusdedit                               | 847 – 850         |
| VII. János                              | 850 – 878         |
| Romanus                                 | 878 – 888         |
| Dominicus                               | 889 – 897/8       |
| VIII. (Cailonus) János                  | 898 – 904         |
| IX. János                               | 904 – 914         |
| Constantinus                            | 914 – 926         |
| IV. Péter                               | 927 – 971         |
| II. Honestus                            | 971 – 983         |
| X. János                                | 983 – 998         |
| Gerbertus                               | 998 – 999         |
| II. Leó                                 | 999 – 1001        |
| Frigyes                                 | 1001 – 1003       |
| Ethelbert                               | 1004 – 1014       |
| Arnoldus                                | 1014 – 1019       |
| Heribert                                | 1019 – 1027       |
| Bebhardus                               | 1027 – 1044       |
| Witger                                  | 1044 – 1046       |
| Hunfredus                               | 1046 – 1051       |
| János Henrik                            | 1051 – 1072       |
| Giberto Giberti III. Kelemen ellenpápa  | 1072 – 1100       |
| Ottone Boccatortia                      | 1100 – 1110       |
| Jeremiás                                | 1110 – 1117       |
| Fülöp                                   | 1118              |
| Valter                                  | 1118 – 1144       |
| Vercelli Móse                           | 1144 – 1154       |
| Havelbergi Anzelm                       | 1155 – 1158       |
| Guido di Biandrate                      | 1159 – 1169       |
| Gerardus                                | 1169 – 1190       |
| Guglielmo di Cauriano                   | 1191 – 1201       |
| Alberto Oselletti                       | 1201 – 1207       |
| Egidio Garzoni                          | 1207 – 1208       |
| Ubaldus                                 | 1208 – 1216       |
| Piccininus                              | 1216              |
| Simon                                   | 1217 – 1228       |
| Theoderik                               | 1228 – 1249       |
| Filippo da Pistoia                      | 1250 – 1270       |
| sede vacante                            |                   |
| Bonifacio Fieschi di Lavagna            | 1274 – 1294       |
| Obizzo Sanvitale                        | 1295 – 1303       |
| Szent Rinaldo Concoreggi                | 1303 – 1321       |
| Rinaldo da Polenta                      | 1321 – 1322       |
| Aimerico di Chastellux                  | 1322 – 1332       |
| Guido de Roberti                        | 1332 – 1333       |
| Francesco Michiel                       | 1333 – 1342       |
| Nicola Canal                            | 1342 – 1347       |
| Fortanerius Vassalli                    | 1347 – 1351       |
| sede vacante                            |                   |
| Petrocino Casalecchi                    | 1362 – 1369       |
| Pietro Pileo di Prata                   | 1370 – 1387       |
| VII. Ince pápa (Cosimo de’ Migliorati)  | 1387 – 1404       |
| Giovanni dei Migliorati                 | 1404 – 1410       |
| Tommaso Perendoli                       | 1411 – 1445       |
| Bartolomeo Roverella                    | 1445 – 1475       |
| Filiasio Roverella                      | 1475 – 1516       |
| Urbano Fieschi                          | 1517 – 1521       |
| Pietro Accolti                          | 1524              |
| Benedetto Accolti                       | 1524 – 1549       |
| Ranuccio Farnese                        | 1549 – 1565       |
| Giulio della Rovere                     | 1566 – 1578       |
| Cristoforo Boncampagni                  | 1578 – 1603       |
| Pietro Aldobrandini                     | 1604 – 1621       |
| Luigi Capponi                           | 1621 – 1645       |
| Luca Torreggiani                        | 1645 – 1669       |
| Paluzzo Paluzzi Altieri degli Albertoni | 1670 – 1674       |
| Fabio Guinigi                           | 1674 – 1691       |
| Raimondo Ferretti                       | 1692 – 1719       |
| Girolamo Crispi                         | 1720 – 1727       |
| Maffeo Nicola Farsetti                  | 1727 – 1741       |
| sede vacante                            |                   |
| Ferdinando Romualdo Guiccioli           | 1745 – 1763       |
| Niccolò Oddi                            | 1764 – 1767       |
| Antonio Cantoni                         | 1767 – 1781       |
| sede vacante                            |                   |
| Antonio Codronchi                       | 1785 – 1826       |
| Clarissimo Falconieri Mellini           | 1826 – 1859       |
| Enrico Orfei                            | 1860 – 1870       |
| Vincenzo Moretti                        | 1871 – 1879       |
| Giacomo Cattani                         | 1879 – 1887       |
| Sebastiano Galeati                      | 1887 – 1901       |
| Agostino Gaetano Riboldi                | 1901 – 1902       |
| Guido Maria Conforti                    | 1902 – 1904       |
| Pasquale Morganti                       | 1904 – 1921       |
| Antonio Lega                            | 1921 – 1946       |